# Josefina Olóriz Arcelus
Josefina Olóriz Arcelus (Mar del Plata, (Argentina) 27 d'agost de 1894 - ?) va ser una mestra espanyola d'ideologia conservadora, amb trajectòria política durant la Dictadura de Primo de Rivera.

## Biografia
Va néixer a Argentina en el si d'una família d'origen basc. Encara adolescent, la seva família es va traslladar a viure a Espanya, instal·lant-se a Sant Sebastià. Llicenciada com a mestra, treballà durant anys a l'Escola Normal de Mestres de Sant Sebastià. Partidària de la participació de la dona en la vida pública, la seva ideologia política era conservadora, per aquest motiu es va vincular al partit únic Unió Patriòtica durant la Dictadura de Primo de Rivera.
El 30 de juny de 1925 es va convertir, juntament amb Carmen Resines en una de les primeres dones designades regidora a Espanya, en jurar ambdues com a edils de l'ajuntament de Sant Sebastià, llavors presidit per l'alcalde José Elósegui. Alguns anys després, el 1929, el substitut d'Elósegui al capdavant de l'alcaldia, José A. Beguiristain, va nomenar a Olóriz tinent d'alcalde, afirmant algunes fonts també que va ser la primera dona d'Espanya a ocupar aquest càrrec.
En 1927, Primo de Rivera va nomenar una Assemblea Nacional que havia d'elaborar un avantprojecte de Constitució per 1929, com a forma de donar legitimitat al règim. En aquesta Assemblea el règim va incloure 13 dones, que d'aquesta forma es van convertir en les primeres dones diputades del Congrés en la història d'Espanya. Entre les tretze es trobava també Josefina Olóriz, que actuava com a representant d'activitats de la vida nacional. Després de la caiguda de la dictadura, Olóriz va donar fi el 1930 a la seva presència política com a diputada.
Va tornar a tenir un càrrec significatiu en 1936, durant la Guerra Civil Espanyola, en ser nomenada per la Junta Militar Carlista inspectora cap d'ensenyament a la Província de Guipúscoa. Des d'aquest lloc es va encarregar de controlar i purgar als mestres d'ensenyament que simpatitzessin amb la ideologia republicana o nacionalista basca.
Olóriz creia que l'existència de dones pioneres (com ella mateixa) aniria obrint progressivament el servei públic a altres dones, però no obstant això, entenia que el paper que aquestes haurien de jugar en la funció pública havia d'estar lligat necessàriament a aquelles activitats relacionades amb la competència natural i experiència domèstica de la dona; és a dir activitats com l'educació, sanitat, serveis socials, higiene, neteja, urbanisme, etc, que podrien entendre's com a tasques de dones per la societat de l'època.
L'Ajuntament de Sant Sebastià li va dedicar en 2001 una plaça que porta el nom de Resines i Olóriz, en honor de les dues primeres regidores que va tenir la ciutat.